# Andorinha-chilena
A andorinha-chilena(Tachycineta leucopyga) é uma espécie de pássaro da família Hirundinidae. Encontra-se em estado pouco preocupante, de acordo com a UICN.